# Улани
Улани (пољ. ułani, тур. oğlan - младић) су лака коњица наоружана дугим копљем и сабљом. Настали су у 13. и 14. веку код Монгола, а у 16. веку појављују се у пољској и литванској војсци као посебна врста лаке коњице. Због брзине кретања и силине удара брзо су се прочули, па се јединице улана најпре узимају у службу као најамници, а од средине 18. века формирају у скоро свим европским државама, задржавајући своју традиционалну униформу: пољску шапку  и тамноплаву блузу са два реда дугмади (тзв. уланка). Име су задржали само у Немачкој, Русији и Аустрији, а у осталим европским земљама улане су називали "копљаницима"(lanciers).
У Први светски рат неке европске државе ушле су са великим бројем уланских јединица. Немачка је имала 25, Аустроугарска 17, а Русија 19 пукова. Јадинице су се постепено расформирале јер су, изложене јакој паљби аутоматског оружја, постале неприкладне за борбу.